# ۶۵۳ (میلادی)
سال ۶۵۳ یک سال مشترک بود که از سه‌شنبه در تقویم ژولیانی آغاز می‌شد. نام‌گذاری این سال با عدد ۶۵۳ از اوایل قرون وسطی، زمانی که تقویم آنو دومینی به روش رایج در اروپا برای نامگذاری سال‌ها تبدیل شد، مورد استفاده قرار می‌گرفت.

## رویدادها[۱]
بر اساس مکان
امپراتوری بیزانس
- امپراطور کنستانس دوم پس از آتش‌بس با معاویه، فرماندار سوریه، داوطلبانه ارمنستان را به اعراب تسلیم می‌کند. معاویه به ارمنی‌ها خودمختاری مجازی اعطا می‌کند و تئودور رشتونی، ناخارار، را به عنوان حاکم ارمنستان منصوب می‌کند.

- معاویه حمله‌ای را علیه ردس رهبری می‌کند و قطعات پراکنده غول ردس (یکی از عجایب هفتگانه جهان باستان) را برداشته و به سوریه بازمی‌گرداند، جایی که او تکه‌های برنزی را برای ساخت سکه از بین می‌برد.

اروپا
- شاه رودوالد پس از شش ماه سلطنت به قتل رسید و آریپرت اول جانشین او شد که به عنوان پادشاه لومباردها انتخاب شد. او کاتولیک را در سراسر قلمرو لومباردها گسترش داد و کلیساهای جدید زیادی را در سراسر پادشاهی ساخت.

- آتو به عنوان دوک اسپولتو، در ایتالیای مرکزی، جانشین تئودلاپ شد (تاریخ تقریبی).

بریتانیا
- پادشاه پندا از مرسیا بر منطقه آنگلیای میانی تسلط می‌یابد و پسرش پئادا را به عنوان حاکم منصوب می‌کند.

- پئادا با آلچفلد، دختر شاه اوسویو از برنیسی ازدواج می‌کند و در آد موروم (در منطقه دیوار هادریان) توسط اسقف فینان غسل تعمید داده می‌شود.

- شاه اوتلوالد از دیرا، سلطه اوسویو را رد می‌کند و به جای او به پندا روی می‌آورد. پندا حمله دیگری علیه برنیسیا انجام می‌دهد (تاریخ تقریبی).

- تالورگان اول، برادرزاده اوسویو، به عنوان پادشاه پیکت‌ها تاجگذاری می‌کند. او احتمالاً سلطه نورثامبریا را می‌پذیرد و خراج می‌دهد.

- شاه سیگبرت اول از اسکس پس از ۳۶ سال سلطنت درگذشت و خویشاوندش سیگبرت دوم جانشین او شد.

- سیگبرت دوم توسط اسویو متقاعد می‌شود که به عنوان بخشی از بسیج علیه پندا، مسیحیت را بپذیرد.

آسیا
- امپراطور کوتوکو سفیری به دربار سلسله تانگ در چین می‌فرستد. سفیران، کاهنان و دانشجویان ژاپنی به سمت پایتخت چانگ‌آن حرکت می‌کنند، اما برخی از کشتی‌ها در مسیر گم می‌شوند.

- شاهزاده تنجی ژاپن، محل اقامت خود را به آسوکا (استان نارا) به همراه سایر اعضای خانواده امپراتوری و وزرا تغییر می‌دهد. فقط امپراتور کوتوکو در کاخ نانیوا اقامت می‌کند (تاریخ تقریبی).

بر اساس موضوع
دین
- ۱۷ ژوئن - پاپ مارتین اول به همراه ماکسیموس معترف، به دستور امپراتور کنستانس دوم، در لاتران رم دستگیر و به قسطنطنیه منتقل شدند.

- مبلغان نورثامبریا به رهبری سنت سد به اسکس اعزام شدند تا صومعه‌ای در برادول-آن-سی تأسیس کنند.

- معبد سین‌هونگسا در استان گانگوون (کره جنوبی) توسط راهب بودایی جاجانگ ساخته شد.

## زادروزها[۱]
- شیلدریک دوم، پادشاه فرانک‌ها (تاریخ تقریبی)

- لی شیان، شاهزاده سلسله تانگ (متوفی ۶۸۴)

## مرگ‌ها[۱]
- ۶ مارس - لی که، شاهزاده سلسله تانگ

- ۳۰ سپتامبر - هونوریوس، اسقف اعظم کانتربری

- عباس بن عبدالمطلب، عموی حضرت محمد (تاریخ تقریبی)

- چن شوژن، رهبر شورشیان چینی

- چینداسونت(Chindasuinth)، پادشاه ویزیگوت‌ها

- مارکان مک تومین، پادشاه اوی ماین Uí Mháine (ایرلند)

- افلاطون، اسقف راونا

- رودوالد، پادشاه لومباردها

- روماری، نجیب‌زاده فرانکی

- زیگبرت اول، پادشاه اسکس

- تالورک سوم، پادشاه پیکت‌ها

- تئودلاپ، دوک اسپولتو (تاریخ تقریبی)

- ژانگ شینگ‌چنگ، صدراعظم سلسله تانگ (متولد ۵۸۷)